# دی‌کلرواستیک اسید
دی‌کلرواستیک اسید (به انگلیسی: Dichloroacetic acid) یک ترکیب شیمیایی با شناسه پاب‌کم ۶۵۹۷ است. شکل ظاهری این ترکیب، بلورهای قهوه‌ای و قرمز است.